# هیلی اوکاینز
هیلی لیان اوکاینز (به انگلیسی: Hayley Leanne Okines) (زادهٔ ۳ دسامبر ۱۹۹۷–درگذشتهٔ ۲ آوریل ۲۰۱۵)، دختری انگلیسی مبتلا به بیماری بسیار نادر پیری زودرس بود. او به خاطر گسترش آگاهی عمومی در مورد این بیماری، شناخته شده بود. با وجود این که امید به زندگی این نوع از بیماران، ۱۳ سال است، با این حال هیلی که تحت نوعی درمان آزمایشی با دارو بود، بیش از پیش‌بینی پزشکان عمر کرد. هیلی در ۲ آوریل ۲۰۱۵ و در سن ۱۷ سالگی در اثر عوارض بیماری ذات‌الریه درگذشت؛ این در حالی است که او چهار سال بیش از پیش‌بینی‌های اولیهٔ پزشکان عمر کرد.
در سال ۱۹۹۹ و در حالی که هیلی دو ساله بود، پزشکان تشخیص دادند که او مبتلا به بیماری ژنتیکی پیری زودرس است که باعث می‌شود، ۸ برابر سریع‌تر از یک فرد معمولی پیرتر شود. از این رو طبق تخمین‌ها، او ۱۳ سال بیشتر نمی‌توانست زنده بماند. او برای درمان خود، به طور مکرر به بوستون سفر می‌کرد. در سال ۲۰۱۲، کتابی خودزندگی‌نامه از هیلی اوکاینز با عنوان پیری پیش از موعد من (به انگلیسی: Old Before My Time) منتشر شد.